# Palazzo della Banca d'Italia (Barletta)
Il palazzo della Banca d'Italia è uno storico edificio di stile razionalista di Barletta in Puglia.

## Storia
Lo stabile, progettato dall'ingegnere barlettano Arturo Boccassini, venne eretto nel 1938 sulle ceneri dell'ex sedile dei nobili, costruito nel 1300 dai della Marra e modificato nel corso dei secoli da diverse famiglie nobiliari. Ha ospitato, dal giorno dell'inaugurazione fino al 1963, la filiale barlettana della Banca d'Italia. Dal 1993 è di proprietà comunale.
Dal 2023 è intitolato alla memoria di Vincenzo Desario

## Descrizione
L'edificio si trova in pieno centro storico, tra via Cavour e Corso Garibaldi. Presenta un perfetto stile razionalista.